# 让-弗朗索瓦·斯泰弗南
让-弗朗索瓦·斯泰弗南（法語：Jean-François Stévenin，法語發音：[ʒɑ̃ fʁɑ̃swa stevnɛ̃]；1944年4月23日—2021年7月27日），法国演员、电影制片人，自 1968年起出演了150部电影和电视节目。其主演的电影《冷月》入围1991年戛纳电影节。